# Laputa (film)
Cet article concerne le film. Pour l'île volante des Voyages de Gulliver, voir Laputa.
Pour plus de détails, voir Fiche technique et Distribution.
Laputa est un drame passionnel ouest-allemand réalisé par Helma Sanders-Brahms et sorti en 1986.
Il a été projeté dans la section Un certain regard au Festival de Cannes 1986.

## Synopsis
Le film raconte la rencontre et la relation qui s'ensuit entre une Polonaise et un Français à Berlin, une relation aussi conflictuelle que les circonstances politiques dans la ville divisée pendant la guerre froide. Paul travaille comme architecte sur un projet d'exposition d'architecture pour lequel il doit concevoir une nouvelle maison. Małgorzata est une photographe spécialisée dans les thèmes liés au tiers-monde. Leurs rencontres sont toujours de courte durée car ils se séparent ensuite rapidement pour aller travailler. Ces brefs moments d'intimité sont toutefois très intenses et remplis d'une profonde affection.
Le mari de Małgorzata en Pologne est une victime de la dictature militaire du général Jaruzelski, il est prisonnier politique. La Polonaise espère pouvoir le faire venir à l'Ouest après sa libération espérée et se construire une nouvelle existence avec l'argent qu'elle aura gagné jusque-là en tant que photographe. Paul n'est pas non plus sans attaches. Chez lui en France, sa femme et son enfant l'attendent. Lorsqu'il leur rend visite, il lit à sa progéniture un extrait des Voyages de Gulliver. Il y a là un passage sur l'« île flottante » de Laputa, et chaque fois qu'il arrive à cet endroit, Paul ne peut s'empêcher de penser à Małgorzata qui l'attend à Berlin. Et tout comme cette île fictive, sa relation avec Małgorzata lui apparaît dans un état de flottement permanent. Car la relation entre le Français et la Polonaise n'aura jamais les pieds sur terre : Ils ont tous les deux des partenaires et, pendant les heures de bonheur commun, ils ne s'abandonnent finalement qu'aux illusions d'une véritable relation.
Leur volonté de mettre à profit le peu de temps disponible pour un bonheur absolu fait que Paul et Małgorzata se disputent de plus en plus souvent face à ces attentes démesurées. Leur lieu de rencontre, Berlin, équivalent à Laputa dans leur imaginaire, devient le symbole d'un amour en suspens, voué à l'échec. Finalement, la réalité fait éclater la bulle d'illusion. La photographe est justement stressée, car elle doit encore développer rapidement sa dernière série de photos sur la souffrance des civils libanais pendant la guerre civile, puis les envoyer à son client, ce qui lui laisse encore moins de temps que d'habitude pour Paul. Pressée par les délais, elle repousse avec agacement Paul qui tente de s'approcher d'elle avec passion. L'ambiance devient plus agressive, Paul se sent rejeté. Comme une implosion, tous les sentiments s'envolent et la séparation finale devient inévitable.

## Fiche technique
- Titre original et français : Laputa[2],[3]
- Réalisation : Helma Sanders-Brahms
- Scénario : Helma Sanders-Brahms
- Photographie : Eberhard Geick (de)
- Montage : Eva Schlensag
- Musique : Matthias Meyer
- Production : Joachim von Vietinghoff (de)
- Société de production : Von Vietinghoff Filmproduktion GmbH (Berlin)
- Pays de production :  Allemagne de l'Ouest
- Langue originale : allemand
- Format : Couleurs - Son mono - 35 mm
- Durée : 92 minutes
- Genre : Drame politique
- Dates de sortie :
  - France : mai 1986 (Festival de Cannes 1986)
  - Allemagne de l'Ouest : 30 juillet 1987

## Distribution
- Sami Frey : Paul
- Krystyna Janda : Małgorzata